# セリエC (サッカー)
セリエC（セリエ・チー、伊: Serie C、イタリア語発音: [ˈsɛːrje ˈtʃi] セーリェ・チ）は、イタリアで上から3番目のプロサッカーリーグ。

## 歴史
1935年に発足したセリエCは、登録チーム数の増加にともない、1978年にセリエC1とセリエC2に分割。2008年に再び改組されてレガ・プロ・プリマ・ディヴィジオーネとレガ・プロ・セコンダ・ディヴィジオーネとなり、2013-14シーズンは各リーグA、Bの2つのエリア（ジローネ：girone）で構成され、プリマ・ディヴィジオーネはAに17チーム、Bに16チームの計33チーム、セコンダ・ディヴィジオーネは各18チームずつの計36チームが登録されていた。
2014-15シーズン、再びプリマ・ディヴィジオーネとセコンダ・ディヴィジオーネが統合し、新たにレガ・プロとして3ジローネ・60チームのリーグとして再編された。
2017-18シーズン、再びセリエCと言う名前に戻され、編成はそのまま3ジローネ・60チームのリーグとして争うことになった。
2019-20シーズンでは、新型コロナウイルスが世界的に流行し、イタリアでも深刻な感染拡大となった。ジローネAに所属していたUSピアネーゼにおいてプロサッカー選手として初の感染が確認され、2020年6月8日、中断されていたリーグの途中打ち切りが決定された。順位は中断時点で確定し、プレーオフ・プレーアウトは7月に行われた。

## 昇格
各ジローネの上位1チーム（計3チーム）はセリエBへ自動昇格となる。
さらに、各ジローネの2位から10位のチームとコッパ・イタリア・セリエC優勝チーム(計28チーム)によりトーナメント形式でプレーオフを行い、勝ち残った1チームもセリエBへ昇格する。
トーナメントの方式は、まずは各ジローネの5位と10位、6位と9位、7位と8位が対戦し(ラウンド64)、その勝ち残ったチームと4位のチームが対戦する(ラウンド32)。同様のことをラウンド8まで行うため、シーズン中の順位が高い方が試合数が少なく有利になる。コッパ・イタリア・セリエC優勝チームは3位チームとともにラウンド16からの参加となる。

## 降格
計9チームがセリエDへ降格する。各ジローネの最下位（3チーム）は自動降格。さらに各ジローネで16位から19位のチームがプレイアウトを行い、敗者2チームずつ（合計6チーム）も降格となる。プレイアウトは通常、シーズンの16位と19位、17位と18位との間でホームアンドアウェーで2試合行われ、シーズン上位が2戦目のホーム開催試合となる。2試合の合計スコアが同じ場合下位クラブの降格となる。また、シーズン上位クラブが下位クラブに対して勝ち点で9以上上回っていた場合はプレイアウトは開催されず下位側は自動降格となる。

## 特例
なお2014-15年度のセリエA（1部）で22位（最下位）に終わったパルマ・カルチョ1913（旧パルマFC）は、成績上の規定ではセリエB降格となるが、リーグから締切期限とされていた2015年6月22日までに受け皿となる新スポンサーのめどがつかなかったため、取り決めにより3階級下のセリエDに降格することが決まった。そのため2015-16年度のセリエBへは特例として昇格枠を1つ増やし、かつセリエDへの降格も1チーム減らされた。

## 所属クラブ
2023-24シーズンの所属クラブ
- ホームタウン名の前にある画像は、ホームタウンが所在する州の旗。

### ジローネA(北部)
| クラブ                             | 創設   | ホームタウン               | スタジアム                                               | 収容人数 | 位置                                   | 前年度成績             |
| ---------------------------------- | ------ | -------------------------- | -------------------------------------------------------- | -------- | -------------------------------------- | ---------------------- |
| USアレッサンドリア・カルチョ1912   | 1912年 | アレッサンドリア           | スタディオ・ジュゼッペ・モッカガッタ                     | 5,926    | 北緯44度55分13.08秒 東経8度36分59.69秒 | セリエC･ジローネB 17位 |
| ノヴァーラFC                       | 1908年 | ノヴァーラ                 | スタディオ・シルヴィオ・ピオラ                           | 17,875   | 北緯45度26分9秒 東経8度35分45秒        | セリエC･ジローネA 10位 |
| FCプロ・ヴェルチェッリ1892         | 1892年 | ヴェルチェッリ             | スタディオ・シルヴィオ・ピオラ                           | 10,000   | 北緯45度19分11秒 東経8度25分16秒       | セリエC･ジローネA 15位 |
| UCアルビーノレッフェ               | 1998年 | レッフェ・アルビーノ       | スタディオ・コムナーレ・チッタ・ディ・ゴルゴンゾーラ     | 3,766    | 北緯45度31分43.86秒 東経9度24分7.35秒  | セリエC･ジローネA 19位 |
| アタランタ U23                     | 2023年 | ベルガモ                   | スタディオ・コムナーレ                                   | 2,180    | 北緯45度30分01.5秒 東経9度38分08.1秒   | 新規参入               |
| ASジャナ・エルミニオ               | 1909年 | ゴルゴンゾーラ             | スタディオ・コムナーレ・チッタ・ディ・ゴルゴンゾーラ     | 3,766    | 北緯45度31分43.86秒 東経9度24分7.35秒  | セリエD･ジローネD 1位  |
| FCルメッツァーネ                   | 1946年 | ルメッツァーネ             | スタディオ・トゥッリオ・サレーリ                         | 4,150    | 北緯45度39分18秒 東経10度14分10.32秒   | セリエD･ジローネB 1位  |
| マントヴァ1911                     | 1911年 | マントヴァ                 | スタディオ・ダニーロ・マルテッリ                         | 14,884   | 北緯45度8分46秒 東経10度47分39秒       | セリエC･ジローネA 16位 |
| USペルゴレッテーゼ1932             | 1932年 | クレーマ                   | スタディオ・ジュゼッペ・ボルティーニ                     | 4,100    | 北緯45度21分28秒 東経9度40分32秒       | セリエC･ジローネA 11位 |
| アウローラ・プロ・パトリア1919     | 1919年 | ブスト・アルシーツィオ     | スタディオ・カルロ・スペローニ                           | 5,000    | 北緯45度36分48.62秒 東経8度52分50.73秒 | セリエC･ジローネA 12位 |
| プロ・セスト1913                   | 1913年 | セスト・サン・ジョヴァンニ | スタディオ・ブレーダ                                     | 4,501    | 北緯45度32分2秒 東経9度13分11秒        | セリエC･ジローネA 4位  |
| ACレナーテ                         | 1947年 | レナーテ                   | スタディオ・チッタ・ディ・メダ                           | 2,500    | 北緯45度39分14.4秒 東経9度8分55.1秒    | セリエC･ジローネA 8位  |
| USフィオレンツォーラ1922           | 1922年 | フィオレンツオーラ・ダルダ | スタディオ・コムナーレ・ディ・フィオレンツオーラ・ダルダ | 4,000    | 北緯44度55分56.57秒 東経9度54分43.63秒 | セリエC･ジローネB 14位 |
| ACトレント1921                     | 1921年 | トレント                   | スタディオ・ブリアマスコ                                 | 4,200    | 北緯46度3分51.12秒 東経11度6分51.48秒  | セリエC･ジローネA 14位 |
| FCアルツィニャーノ・ヴァルキアンポ | 1920年 | アルツィニャーノ           | スタディオ・トンマーゾ・ダル・モリン                     | 1,500    | 北緯45度31分09.1秒 東経11度19分23.7秒  | セリエC･ジローネA 9位  |
| FCレニャーゴ・サルス               | 1921年 | レニャーゴ                 | スタディオ・マリオ・サンドリーニ                         | 2,152    | 北緯45度11分10.75秒 東経11度18分0.97秒 | セリエD･ジローネC 1位  |
| カルチョ・パドヴァ                 | 1910年 | パドヴァ                   | スタディオ・エウガネオ                                   | 19,736   | 北緯45度25分56秒 東経11度51分30秒      | セリエC･ジローネA 5位  |
| ヴィルトゥス・ヴェローナ           | 1921年 | ヴェローナ                 | スタディオ・ガバニン・ノチーニ                           | 1,500    | 北緯45度26分48.4秒 東経11度1分58.6秒   | セリエC･ジローネA 6位  |
| LRヴィチェンツァ                   | 1902年 | ヴィチェンツァ             | スタディオ・ロメオ・メンティ                             | 12,000   | 北緯45度32分39秒 東経11度33分20秒      | セリエC･ジローネA 7位  |
| USトリエスティーナ・カルチョ1918   | 1918年 | トリエステ                 | スタディオ・ネレオ・ロッコ                               | 24,209   | 北緯45度37分21秒 東経13度47分34秒      | セリエC･ジローネA 18位 |

### ジローネB(中部)
| クラブ                       | 創設   | ホームタウン         | スタジアム                                 | 収容人数 | 位置                                    | 前年度成績             |
| ---------------------------- | ------ | -------------------- | ------------------------------------------ | -------- | --------------------------------------- | ---------------------- |
| ユヴェントス Next Gen        | 2018年 | トリノ               | スタディオ・ジュゼッペ・モッカガッタ       | 8,000    | 北緯44度55分13.08秒 東経8度36分59.69秒  | セリエC･ジローネA 13位 |
| USセストリ・レヴァンテ1919   | 1919年 | セストリ・レヴァンテ | スタディオ・ジュゼッペ・シヴォリ           | 20,515   | 北緯44度16分22.44秒 東経9度24分57.92秒  | セリエD･ジローネA 1位  |
| ヴィルトゥス・エンテッラ     | 1914年 | キアーヴァリ         | スタディオ・コムナーレ・ディ・キアーヴァリ | 5,535    | 北緯44度18分56秒 東経9度20分14秒        | セリエC･ジローネB 3位  |
| チェゼーナFC                 | 1940年 | チェゼーナ           | スタディオ・ディノ・マヌッツィ             | 23,900   | 北緯44度8分26秒 東経12度15分43秒        | セリエC･ジローネB 2位  |
| リミニFC                     | 1912年 | リミニ               | スタディオ・ロメオ・ネーリ                 | 9,768    | 北緯44度3分11秒 東経12度34分38秒        | セリエC･ジローネB 9位  |
| S.P.A.L.                     | 1907年 | フェラーラ           | スタディオ・パオロ・マッツァ               | 16,134   | 北緯44度50分23秒 東経11度36分27秒       | セリエB 19位           |
| USアレッツォ                 | 1923年 | アレッツォ           | スタディオ・チッタ・ディ・アレッツォ       | 13,128   | 北緯43度27分4秒 東経11度53分40秒        | セリエD･ジローネE 1位  |
| カッラレーゼ・カルチョ1908   | 1908年 | カッラーラ           | スタディオ・デイ・マルミ                   | 9,500    | 北緯44度3分55.18秒 東経10度4分36.5秒    | セリエC･ジローネB 4位  |
| ルッケーゼ1905               | 1905年 | ルッカ               | スタディオ・ポルタ・エリーザ               | 12,800   | 北緯43度50分52秒 東経10度31分2秒        | セリエC･ジローネB 8位  |
| USチッタ・ディ・ポンテデーラ | 1912年 | ポンテデーラ         | スタディオ・エトーレ・マンヌッチ           | 2,700    | 北緯43度40分0.92秒 東経10度38分39.2秒   | セリエC･ジローネB 6位  |
| ASグッビオ1910               | 1910年 | グッビオ             | スタディオ・ピエトロ・バルベッティ         | 4,939    | 北緯43度21分0秒 東経12度34分0秒         | セリエC･ジローネB 5位  |
| ペルージャ・カルチョ         | 1905年 | ペルージャ           | スタディオ・レナト・クーリ                 | 23,625   | 北緯43度6分22秒 東経12度21分26秒        | セリエB 18位           |
| USアンコーナ                 | 1905年 | アンコーナ           | スタディオ・デル・コーネロ                 | 23,976   | 北緯43度33分51.31秒 東経13度31分34.12秒 | セリエC･ジローネB 7位  |
| フェルマーナFC               | 1920年 | フェルモ             | スタディオ・ブルーノ・レッキオーニ         | 8,920    | 北緯43度10分1.92秒 東経13度43分48秒     | セリエC･ジローネB 11位 |
| USレカナテーゼ               | 1923年 | レカナーティ         | スタディオ・ニコラ・トゥバルディ           | 3,000    | 北緯43度24分03.3秒 東経13度33分49.3秒   | セリエC･ジローネB 10位 |
| ヴィス・ペーザロ・ダル1898   | 1898年 | ペーザロ             | スタディオ・トニーノ・ベネッリ             | 4,898    | 北緯43度53分58.42秒 東経12度54分19.94秒 | セリエC･ジローネB 16位 |
| デルフィーノ・ペスカーラ1936 | 1936年 | ペスカーラ           | スタディオ・アドリアティコ                 | 20,515   | 北緯42度27分19秒 東経14度13分46秒       | セリエC･ジローネC 3位  |
| ASDピネート・カルチョ        | 1962年 | ピネート             | スタディオ・パヴォーネ=マリアーニ          | 1,000    | 北緯42度36分38.3秒 東経14度03分12.4秒   | セリエD･ジローネF 1位  |
| オルビア・カルチョ1905       | 1906年 | オルビア             | スタディオ・ブルーノ・ネスポリ             | 4,000    | 北緯40度54分58.1秒 東経9度29分33.4秒    | セリエC･ジローネB 13位 |
| S.E.F. トレス1903            | 1903年 | サッサリ             | スタディオ・ヴァンニ・サンナ               | 4,500    | 北緯40度43分5.16秒 東経8度34分46.99秒   | セリエC･ジローネB 15位 |

### ジローネC(南部)
| クラブ                                   | 創設   | ホームタウン                         | スタジアム                                 | 収容人数 | 位置                                    | 前年度成績             |
| ---------------------------------------- | ------ | ------------------------------------ | ------------------------------------------ | -------- | --------------------------------------- | ---------------------- |
| ラティーナ・カルチョ1932                 | 1945年 | ラティーナ                           | スタディオ・ドメニコ・フランチョーニ       | 5,926    | 北緯41度27分49秒 東経12度53分56秒       | セリエC･ジローネC 8位  |
| モンテロージ・トゥーシアFC               | 2004年 | モンテロージ                         | スタディオ・エンリコ・ロッキ               | 5,460    | 北緯42度25分24.5秒 東経12度6分1.9秒     | セリエC･ジローネC 16位 |
| USアヴェッリーノ1912                     | 1912年 | アヴェッリーノ                       | スタディオ・パルテニオ                     | 40,000   | 北緯40度55分37秒 東経14度47分33秒       | セリエC･ジローネC 14位 |
| カゼルターナFC                           | 1908年 | カゼルタ                             | スタディオ・アルベルト・ピント             | 12,000   | 北緯41度4分28.15秒 東経14度20分47.46秒  | セリエD･ジローネG 3位  |
| ASDジュリアーノ・カルチョ1928            | 1928年 | ジュリアーノ・イン・カンパーニア     | スタディオ・アルベルト・デ・クリストファロ | 6,200    | 北緯40度55分38.71秒 東経14度10分19.81秒 | セリエC･ジローネC 12位 |
| SSユーヴェ・スタビア                     | 1907年 | カステッランマーレ・ディ・スタービア | スタディオ・ロメオ・メンティ               | 7,642    | 北緯40度42分24秒 東経14度29分40秒       | セリエC･ジローネC 10位 |
| ソレント・カルチョ                       | 1946年 | ソレント                             | スタディオ・イタリア                       | 3,600    | 北緯40度37分46.47秒 東経14度23分1.53秒  | セリエD･ジローネG 1位  |
| SSトゥリス・カルチョ                     | 1944年 | トッレ・デル・グレーコ               | スタディオ・アメリゴ・リグオーリ           | 3,566    | 北緯40度47分40.2秒 東経14度22分00.9秒   | セリエC･ジローネC 15位 |
| ベネヴェント・カルチョ                   | 1929年 | ベネヴェント                         | スタディオ・チーロ・ヴィゴリート           | 16,867   | 北緯41度6分59秒 東経14度46分52秒        | セリエB 20位           |
| SSアウダーチェ・チェリニョーラ           | 1912年 | チェリニョーラ                       | スタディオ・ドメニコ・モンテリージ         | 7,453    | 北緯41度15分58.8秒 東経15度53分20.3秒   | セリエC･ジローネC 5位  |
| ブリンディジFC                           | 1912年 | ブリンディジ                         | スタディオ・フランコ・ファヌッツィ         | 7,600    | 北緯40度38分56.51秒 東経17度56分17.27秒 | セリエD･ジローネH 1位  |
| カルチョ・フォッジャ1920                 | 1920年 | フォッジア                           | スタディオ・ピーノ・ザッケリア             | 25,085   | 北緯41度27分16秒 東経15度32分33秒       | セリエC･ジローネC 4位  |
| SSモノーポリ1966                         | 1958年 | モノーポリ                           | ヴィト・シモーネ・ヴェネツィアーニ         | 6,880    | 北緯40度57分25.56秒 東経17度17分37.32秒 | セリエC･ジローネC 7位  |
| ターラントFC1927                         | 1927年 | ターラント                           | スタディオ・エラスモ・イアコヴォーネ       | 27,584   | 北緯40度27分10秒 東経17度16分12秒       | セリエC･ジローネC 11位 |
| ヴィルトゥス・フランカヴィッラ・カルチョ | 1946年 | フランカヴィッラ・フォンターナ       | スタディオ・ジョバンニ・パオロII           | 2,137    | 北緯40度32分5.3秒 東経17度34分39.5秒    | セリエC･ジローネC 13位 |
| AZピチェルノ                             | 1973年 | ピチェルノ                           | スタディオ・ドナート・クルチオ             | 1,500    | 北緯40度38分28.8秒 東経15度38分43.9秒   | セリエC･ジローネC 6位  |
| ポテンツァ・カルチョ                     | 1920年 | ポテンツァ                           | スタディオ・アルフレド・ヴィヴィアーニ     | 5,500    | 北緯40度2分47秒 東経18度0分26秒         | セリエC･ジローネC 9位  |
| FCクロトーネ                             | 1923年 | クロトーネ                           | スタディオ・エツィオ・シーダ               | 16,547   | 北緯39度4分45秒 東経17度7分0秒          | セリエC･ジローネC 2位  |
| ACRメッシーナ                            | 1900年 | メッシーナ                           | スタディオ・サン・フィリッポ               | 38,722   | 北緯38度9分41秒 東経15度31分15秒        | セリエC･ジローネC 17位 |
| カルチョ・カターニア                     | 1946年 | カターニア                           | スタディオ・アンジェロ・マッシミーノ       | 23,420   | 北緯37度30分57秒 東経15度4分17秒        | セリエD･ジローネI 1位  |

## 歴代優勝クラブ
| シーズン | ジローネA～B                       | ジローネC～E                                        |
| -------- | ---------------------------------- | --------------------------------------------------- |
| 1935-36  | ヴェネツィア クレモネーゼ          | スペツィア カタンザレーゼ                           |
| 1936-37  | パドヴァ ヴィジェーヴァノ          | サンレメーゼ アンコニターナ・ビアンキ ターラント    |
| 1937-38  | SPAL ファンフッラ                  | カザーレ シエナ サレルニターナ                      |
| シーズン | ジローネA                          | ジローネB                                           |
| 1938-39  | ブレシア ウディネーゼ              | カターニア モリネッラ                               |
| 1939-40  | レッジャーナ サヴォーナ スペツィア | ヴィチェンツァ マチェラータ                         |
| 1940-41  | プラート プロ・パトリア            | フィウマーナ ペスカーラ                             |
| 1941-42  | クレモネーゼ MATER                 | パレルモ・ユヴェンティーナ アンコニターナ・ビアンキ |
| 1942-43  | ヴァレーゼ サレルニターナ          | プロ・ゴリツィア ヴェローナ                         |
| シーズン | Alta Italia                        | Centro-Sud                                          |
| 1945-46  | メストリーナ                       | プラート ペルージャ アルバ・ローマ レッチェ         |

| シーズン | Nord                                     | Centro                | Sud          |
| -------- | ---------------------------------------- | --------------------- | ------------ |
| 1946-47  | マジェンタ ヴィタ・ノーヴァ ボルツァーノ | チェンテーゼ グッビオ | ノチェリーナ |

| シーズン | ジローネA～B                       | ジローネC～E                                        |
| -------- | ---------------------------------- | --------------------------------------------------- |
| 1935-36  | ヴェネツィア クレモネーゼ          | スペツィア カタンザレーゼ                           |
| 1936-37  | パドヴァ ヴィジェーヴァノ          | サンレメーゼ アンコニターナ・ビアンキ ターラント    |
| 1937-38  | SPAL ファンフッラ                  | カザーレ シエナ サレルニターナ                      |
| シーズン | ジローネA                          | ジローネB                                           |
| 1938-39  | ブレシア ウディネーゼ              | カターニア モリネッラ                               |
| 1939-40  | レッジャーナ サヴォーナ スペツィア | ヴィチェンツァ マチェラータ                         |
| 1940-41  | プラート プロ・パトリア            | フィウマーナ ペスカーラ                             |
| 1941-42  | クレモネーゼ MATER                 | パレルモ・ユヴェンティーナ アンコニターナ・ビアンキ |
| 1942-43  | ヴァレーゼ サレルニターナ          | プロ・ゴリツィア ヴェローナ                         |
| シーズン | Alta Italia                        | Centro-Sud                                          |
| 1945-46  | メストリーナ                       | プラート ペルージャ アルバ・ローマ レッチェ         |

| シーズン | Nord                                     | Centro                | Sud          |
| -------- | ---------------------------------------- | --------------------- | ------------ |
| 1946-47  | マジェンタ ヴィタ・ノーヴァ ボルツァーノ | チェンテーゼ グッビオ | ノチェリーナ |

| シーズン | ジローネA    | ジローネB          | ジローネC      | ジローネD       |
| -------- | ------------ | ------------------ | -------------- | --------------- |
| 1948-49  | ファンフッラ | ウディネーゼ       | プラート       | カターニア      |
| 1949-50  | セレーニョ   | トレヴィーゾ       | アンコニターナ | メッシーナ      |
| 1950-51  | モンツァ     | ヴァルダーニョ     | ピオンビーノ   | スタビア        |
| 1951-52  | （Vigevano） | （ピアチェンツァ） | カリアリ       | （Toma Maglie） |

| シーズン | ジローネA        | ジローネB          | ジローネC      |
| -------- | ---------------- | ------------------ | -------------- |
| 1952-53  | パヴィア         |                    |                |
| 1953-54  | パルマ           |                    |                |
| 1954-55  | バーリ           |                    |                |
| 1955-56  | ヴェネツィア     |                    |                |
| 1956-57  | プラート         |                    |                |
| 1957-58  | レッジャーナ     |                    |                |
| 1958-59  | マントヴァ       | カタンザーロ       |                |
| 1959-60  | プロ・パトリア   | プラート           | フォッジャ     |
| 1960-61  | モデナ           | ルッケーゼ         | コゼンツァ     |
| 1961-62  | トリエスティーナ | カリアリ           | フォッジャ     |
| 1962-63  | ヴァレーゼ       | プラート           | ポテンツァ     |
| 1963-64  | レッジャーナ     | リヴォルノ         | トラーニ       |
| 1964-65  | ノヴァーラ       | ピサ               | レッジーナ     |
| 1965-66  | サヴォーナ       | アレッツォ         | サレルニターナ |
| 1966-67  | モンツァ         | ペルージャ         | バーリ         |
| 1967-68  | コモ             | チェゼーナ         | テルナーナ     |
| 1968-69  | ピアチェンツァ   | アレッツォ         | ターラント     |
| 1969-70  | ノヴァーラ       | マッセーゼ         | カゼルターナ   |
| 1970-71  | レッジャーナ     | ジェノア           | ソレント       |
| 1971-72  | レッコ           | アスコリ           | ブリンディジ   |
| 1972-73  | パルマ           | SPAL               | アヴェッリーノ |
| 1973-74  | アレッサンドリア | サンベネデッテーゼ | ペスカーラ     |
| 1974-75  | ピアチェンツァ   | モデナ             | カターニア     |
| 1975-76  | モンツァ         | リミニ             | レッチェ       |
| 1976-77  | クレモネーゼ     | ピストイエーゼ     | バーリ         |
| 1977-78  | ウディネーゼ     | SPAL               | ノチェリーナ   |

| シーズン | ジローネA    | ジローネB          | ジローネC      | ジローネD       |
| -------- | ------------ | ------------------ | -------------- | --------------- |
| 1948-49  | ファンフッラ | ウディネーゼ       | プラート       | カターニア      |
| 1949-50  | セレーニョ   | トレヴィーゾ       | アンコニターナ | メッシーナ      |
| 1950-51  | モンツァ     | ヴァルダーニョ     | ピオンビーノ   | スタビア        |
| 1951-52  | （Vigevano） | （ピアチェンツァ） | カリアリ       | （Toma Maglie） |

| シーズン | ジローネA        | ジローネB          | ジローネC      |
| -------- | ---------------- | ------------------ | -------------- |
| 1952-53  | パヴィア         |                    |                |
| 1953-54  | パルマ           |                    |                |
| 1954-55  | バーリ           |                    |                |
| 1955-56  | ヴェネツィア     |                    |                |
| 1956-57  | プラート         |                    |                |
| 1957-58  | レッジャーナ     |                    |                |
| 1958-59  | マントヴァ       | カタンザーロ       |                |
| 1959-60  | プロ・パトリア   | プラート           | フォッジャ     |
| 1960-61  | モデナ           | ルッケーゼ         | コゼンツァ     |
| 1961-62  | トリエスティーナ | カリアリ           | フォッジャ     |
| 1962-63  | ヴァレーゼ       | プラート           | ポテンツァ     |
| 1963-64  | レッジャーナ     | リヴォルノ         | トラーニ       |
| 1964-65  | ノヴァーラ       | ピサ               | レッジーナ     |
| 1965-66  | サヴォーナ       | アレッツォ         | サレルニターナ |
| 1966-67  | モンツァ         | ペルージャ         | バーリ         |
| 1967-68  | コモ             | チェゼーナ         | テルナーナ     |
| 1968-69  | ピアチェンツァ   | アレッツォ         | ターラント     |
| 1969-70  | ノヴァーラ       | マッセーゼ         | カゼルターナ   |
| 1970-71  | レッジャーナ     | ジェノア           | ソレント       |
| 1971-72  | レッコ           | アスコリ           | ブリンディジ   |
| 1972-73  | パルマ           | SPAL               | アヴェッリーノ |
| 1973-74  | アレッサンドリア | サンベネデッテーゼ | ペスカーラ     |
| 1974-75  | ピアチェンツァ   | モデナ             | カターニア     |
| 1975-76  | モンツァ         | リミニ             | レッチェ       |
| 1976-77  | クレモネーゼ     | ピストイエーゼ     | バーリ         |
| 1977-78  | ウディネーゼ     | SPAL               | ノチェリーナ   |

| シーズン | ジローネA        | ジローネB    |
| -------- | ---------------- | ------------ |
| 1978-79  | コモ             | マテーラ     |
| 1979-80  | ヴァレーゼ       | カターニア   |
| 1980-81  | レッジャーナ     | カヴェーゼ   |
| 1981-82  | アタランタ       | アレッツォ   |
| 1982-83  | トリエスティーナ | エンポリ     |
| 1983-84  | パルマ           | バーリ       |
| 1984-85  | ブレシア         | カタンザーロ |
| 1985-86  | パルマ           | メッシーナ   |
| 1986-87  | ピアチェンツァ   | カタンザーロ |
| 1987-88  | アンコーナ       | リカータ     |
| 1988-89  | レッジャーナ     | カリアリ     |
| 1989-90  | モデナ           | ターラント   |
| 1990-91  | ピアチェンツァ   | カゼルターナ |
| 1991-92  | SPAL             | テルナーナ   |
| 1992-93  | ラヴェンナ       | パレルモ     |

| シーズン | ジローネA        | ジローネB    |
| -------- | ---------------- | ------------ |
| 1978-79  | コモ             | マテーラ     |
| 1979-80  | ヴァレーゼ       | カターニア   |
| 1980-81  | レッジャーナ     | カヴェーゼ   |
| 1981-82  | アタランタ       | アレッツォ   |
| 1982-83  | トリエスティーナ | エンポリ     |
| 1983-84  | パルマ           | バーリ       |
| 1984-85  | ブレシア         | カタンザーロ |
| 1985-86  | パルマ           | メッシーナ   |
| 1986-87  | ピアチェンツァ   | カタンザーロ |
| 1987-88  | アンコーナ       | リカータ     |
| 1988-89  | レッジャーナ     | カリアリ     |
| 1989-90  | モデナ           | ターラント   |
| 1990-91  | ピアチェンツァ   | カゼルターナ |
| 1991-92  | SPAL             | テルナーナ   |
| 1992-93  | ラヴェンナ       | パレルモ     |

| シーズン | ジローネA            | ジローネB      |
| -------- | -------------------- | -------------- |
| 1993-94  | キエーヴォ           | ペルージャ     |
| 1994-95  | ボローニャ           | レッジーナ     |
| 1995-96  | ラヴェンナ           | レッチェ       |
| 1996-97  | トレヴィーゾ         | アンドリア     |
| 1997-98  | チェゼーナ           | コゼンツァ     |
| 1998-99  | アルツァーノチェーネ | フェルマーナ   |
| 1999-00  | シエナ               | クロトーネ     |
| 2000-01  | モデナ               | パレルモ       |
| 2001-02  | リヴォルノ           | アスコリ       |
| 2002-03  | トレヴィーゾ         | アヴェッリーノ |
| 2003-04  | アレッツォ           | カタンザーロ   |
| 2004-05  | クレモネーゼ         | リミニ         |
| 2005-06  | スペツィア           | ナポリ         |
| 2006-07  | グロッセト           | ラヴェンナ     |
| 2007-08  | サッスオーロ         | サレルニターナ |

| シーズン | ジローネA            | ジローネB      |
| -------- | -------------------- | -------------- |
| 1993-94  | キエーヴォ           | ペルージャ     |
| 1994-95  | ボローニャ           | レッジーナ     |
| 1995-96  | ラヴェンナ           | レッチェ       |
| 1996-97  | トレヴィーゾ         | アンドリア     |
| 1997-98  | チェゼーナ           | コゼンツァ     |
| 1998-99  | アルツァーノチェーネ | フェルマーナ   |
| 1999-00  | シエナ               | クロトーネ     |
| 2000-01  | モデナ               | パレルモ       |
| 2001-02  | リヴォルノ           | アスコリ       |
| 2002-03  | トレヴィーゾ         | アヴェッリーノ |
| 2003-04  | アレッツォ           | カタンザーロ   |
| 2004-05  | クレモネーゼ         | リミニ         |
| 2005-06  | スペツィア           | ナポリ         |
| 2006-07  | グロッセト           | ラヴェンナ     |
| 2007-08  | サッスオーロ         | サレルニターナ |

レガ・プロ・プリマ・ディヴィジオーネ
| シーズン | ジローネA                | ジローネB        |
| -------- | ------------------------ | ---------------- |
| 2008-09  | チェゼーナ               | ガッリーポリ     |
| 2009-10  | ノヴァーラ               | ポルトグルアーロ |
| 2010-11  | グッビオ                 | ノチェリーナ     |
| 2011-12  | テルナーナ               | スペツィア       |
| 2012-13  | トラーパニ               | アヴェッリーノ   |
| 2013-14  | ヴィルトゥス・エンテッラ | ペルージャ       |

レガ・プロ
| シーズン | ジローネA    | ジローネB             | ジローネC      |
| -------- | ------------ | --------------------- | -------------- |
| 2014-15  | ノヴァーラ   | テーラモ （アスコリ） | サレルニターナ |
| 2015-16  | チッタデッラ | SPAL                  | ベネヴェント   |
| 2016-17  | クレモネーゼ | ヴェネツィア          | フォッジャ     |

セリエC
| シーズン | ジローネA                | ジローネB                | ジローネC          |
| -------- | ------------------------ | ------------------------ | ------------------ |
| 2017-18  | リヴォルノ               | パドヴァ                 | レッチェ           |
| 2018-19  | ヴィルトゥス・エンテッラ | ポルデノーネ             | ユーヴェ・スタビア |
| 2019-20  | モンツァ                 | ヴィチェンツァ           | レッジーナ         |
| 2020-21  | コモ                     | ペルージャ               | テルナーナ         |
| 2021-22  | ズュートティロール       | モデナ                   | バーリ             |
| 2022-23  | フェラルピサロ           | レッジャーナ             | カタンザーロ       |
| 2023-24  | マントヴァ               | チェゼーナ               | ユーヴェ・スタビア |
| 2024-25  | パドヴァ                 | ヴィルトゥス・エンテッラ | アヴェッリーノ     |